# Флаги Красноярского края
Список флагов муниципальных образований Красноярского края Российской Федерации.
На 1 января 2020 года в Красноярском крае насчитывалось 569 муниципальных образований — 17 городских округов, 44 муниципальных района, 26 городских и 482 сельских поселений.

## Флаги городских округов
| Флаг | Наименование                                      | Дата утверждения | Номер в ГГР |
| ---- | ------------------------------------------------- | ---------------- | ----------- |
|      | Флаг муниципального образования город Красноярск  | 17 сентября 2004 | 113         |
|      | Флаг муниципального образования город Ачинск      | 26 мая 2006      | 2374        |
|      | Флаг муниципального образования город Боготол     | 3 июля 2008      | 4236        |
|      | Флаг муниципального образования город Бородино    | 12 декабря 2006  | 2840        |
|      | Флаг муниципального образования город Дивногорск  | 2 сентября 2020  | 13134       |
|      | Флаг муниципального образования город Енисейск    | 10 июля 1998     | 482         |
|      | Флаг муниципального образования ЗАТО Железногорск | 30 октября 2012  | 8026        |
|      | Флаг муниципального образования ЗАТО Зеленогорск  | 8 июля 2003      | 1268        |
|      | Флаг муниципального образования город Канск       | 15 декабря 2010  | 6539        |

| Флаг | Наименование                                           | Дата утверждения | Номер в ГГР |
| ---- | ------------------------------------------------------ | ---------------- | ----------- |
|      | Флаг муниципального образования посёлок Кедровый       | 16 декабря 2019  | 13019       |
|      | Флаг муниципального образования город Лесосибирск      | 29 октября 2020  |             |
|      | Флаг городского округа город Минусинск                 | 24 декабря 2020  | 13285       |
|      | Флаг муниципального образования город Назарово         | 27 декабря 2013  | 9138        |
|      | Флаг муниципального образования город Норильск         | 25 апреля 2000   | 654         |
|      | Флаг муниципального образования ЗАТО посёлок Солнечный | 28 декабря 2005  | 2168        |
|      | Флаг городского округа город Сосновоборск              | 3 августа 2020   | 13137       |
|      | Флаг муниципального образования город Шарыпово         | 15 мая 2012      | 7755        |

## Флаги муниципальных округов
| Флаг | Наименование                           | Дата утверждения              | Номер в ГГР |
| ---- | -------------------------------------- | ----------------------------- | ----------- |
|      | Флаг Пировского муниципального округа  | 30 июня 2016 29 сентября 2020 | 11148       |
|      | Флаг Тюхтетского муниципального округа | 29 марта 2004                 | 1434        |

| Флаг | Наименование                            | Дата утверждения | Номер в ГГР |
| ---- | --------------------------------------- | ---------------- | ----------- |
|      | Флаг Шарыповского муниципального округа | 23 июня 2011     | 7056        |

## Флаги муниципальных районов
| Флаг       | Наименование                                           | Дата утверждения | Номер в ГГР |
| ---------- | ------------------------------------------------------ | ---------------- | ----------- |
|            | Флаг муниципального образования Абанский район         | 30 июля 2020     | 13233       |
|            | Флаг муниципального образования Ачинский район         | 1 июля 2011      | 7184        |
|            | Флаг муниципального образования Балахтинский район     | 30 января 2008   | 3758        |
|            | Флаг муниципального образования Берёзовский район      | 17 марта 2020    | 12990       |
|            | Флаг муниципального образования Бирилюсский район      | 28 февраля 2013  | 8295        |
|            | Флаг муниципального образования Боготольский район     | 26 января 2010   | 5968        |
|            | Флаг муниципального образования Богучанский район      | 4 декабря 2020   | 13359       |
|            | Флаг муниципального образования Большемуртинский район | 10 июля 2012     | 7950        |
| нет данных | Флаг муниципального образования Большеулуйский район   |                  |             |
|            | Флаг муниципального образования Дзержинский район      | 28 декабря 2020  | 13283       |
|            | Флаг муниципального образования Емельяновский район    | 18 февраля 2004  | 1439        |
|            | Флаг муниципального образования Енисейский район       | 15 сентября 2009 | 5716        |
|            | Флаг муниципального образования Ермаковский район      | 31 августа 2007  | 3760        |
|            | Флаг муниципального образования Идринский район        | 17 марта 2011    | 6780        |
|            | Флаг муниципального образования Иланский район         | 14 ноября 2019   | 12700       |
|            | Флаг муниципального образования Ирбейский район        | 24 декабря 2018  | 12149       |
|            | Флаг муниципального образования Казачинский район      | 26 ноября 2020   |             |
|            | Флаг муниципального образования Канский район          | 2 апреля 2007    | 3119        |
|            | Флаг муниципального образования Каратузский район      | 24 марта 2009    | 4788        |
|            | Флаг муниципального образования Кежемский район        | 4 июля 2003      | 1299        |
|            | Флаг муниципального образования Козульский район       | 30 декабря 2020  |             |

| Флаг | Наименование                                            | Дата утверждения | Номер в ГГР |
| ---- | ------------------------------------------------------- | ---------------- | ----------- |
|      | Флаг муниципального образования Краснотуранский район   | 28 мая 2013      | 8515        |
|      | Флаг муниципального образования Курагинский район       | 17 марта 2003    | 1174        |
|      | Флаг муниципального образования Манский район           | 24 июня 2009     | 5718        |
|      | Флаг муниципального образования Минусинский район       | 18 декабря 2013  | 9136        |
|      | Флаг муниципального образования Мотыгинский район       | 15 сентября 2011 | 7188        |
|      | Флаг муниципального образования Назаровский район       | 28 марта 2019    | 12272       |
|      | Флаг муниципального образования Нижнеингашский район    | 25 марта 2008    | 4593        |
|      | Флаг муниципального образования Новосёловский район     | 21 декабря 2012  | 8049        |
|      | Флаг муниципального образования Партизанский район      | 14 февраля 2008  | 4299        |
|      | Флаг муниципального образования Рыбинский район         | 16 апреля 2015   | 10368       |
|      | Флаг муниципального образования Саянский район          | 12 ноября 2009   | 5778        |
|      | Флаг муниципального образования Северо-Енисейский район | 23 сентября 2011 | 7200        |
|      | Флаг муниципального образования Сухобузимский район     | 22 мая 2018      | 11928       |
|      | Флаг муниципального образования Таймырский район        | 3 мая 2006       |             |
|      | Флаг муниципального образования Тасеевский район        | 3 июня 2011      | 7196        |
|      | Флаг муниципального образования Туруханский район       | 26 сентября 2003 | 1316        |
|      | Флаг муниципального образования Ужурский район          | 20 апреля 2011   | 6881        |
|      | Флаг муниципального образования Уярский район           | 25 февраля 2014  | 9472        |
|      | Флаг муниципального образования Шушенский район         | 9 июля 2004      | 1527        |
|      | Флаг Эвенкийского муниципального района                 | 3 октября 2006   |             |

## Флаги городских поселений
| Флаг | Наименование                                                          | Дата утверждения | Номер в ГГР |
| ---- | --------------------------------------------------------------------- | ---------------- | ----------- |
|      | Флаг муниципального образования посёлок Берёзовка Берёзовского района | 16 ноября 2007   | 4002        |
|      | Флаг городского поселения Диксон Таймырского района                   | 18 января 2006   | 1245        |
|      | Флаг муниципального образования город Дудинка Таймырского района      | 21 мая 2002      | 1059        |
|      | Флаг муниципального образования город Заозёрный Рыбинского района     | 25 марта 2015    |             |
|      | Флаг муниципального образования город Игарка Туруханского района      | 31 марта 2003    | 1188        |
|      | Флаг муниципального образования город Кодинск Кежемского района       | 24 апреля 2007   | 3400        |
|      | Флаг муниципального образования посёлок Курагино Курагинского района  | 3 июня 2010      | 7194        |

| Флаг | Наименование                                                                | Дата утверждения | Номер в ГГР |
| ---- | --------------------------------------------------------------------------- | ---------------- | ----------- |
|      | Флаг муниципального образования посёлок Нижняя Пойма Нижнеингашского района | 20 апреля 2007   | 3914        |
|      | Флаг муниципального образования посёлок Подтёсово Енисейского района        | 24 апреля 2008   | 4120        |
|      | Флаг муниципального образования посёлок Светлогорск Туруханского района     | 26 августа 2010  | 6418        |
|      | Флаг муниципального образования город Ужур Ужурского района                 | 19 апреля 2010   | 6247        |
|      | Флаг муниципального образования город Уяр Уярского района                   | 11 августа 2011  | 7192        |
|      | Флаг муниципального образования посёлок Шушенское Шушенского района         | 30 января 2009   | 4732        |

## Флаги сельских поселений
| Флаг | Наименование                                                                   | Дата утверждения | Номер в ГГР |
| ---- | ------------------------------------------------------------------------------ | ---------------- | ----------- |
|      | Флаг муниципального образования Белякинский сельсовет Богучанского района      | 28 февраля 2017  | 11719       |
|      | Флаг муниципального образования Богучанский сельсовет Богучанского района      | 4 февраля 2015   | 10100       |
|      | Флаг муниципального образования Борский сельсовет Туруханского района          | 28 декабря 2010  | 6778        |
|      | Флаг муниципального образования Васильевский сельсовет Ужурского района        | 16 февраля 2012  | 7545        |
|      | Флаг муниципального образования Верхнеимбатский сельсовет Туруханского района  | 28 декабря 2007  | 3849        |
|      | Флаг муниципального образования Верхнеусинский сельсовет Ермаковского района   | 28 февраля 2017  | 12270       |
|      | Флаг муниципального образования Вороговский сельсовет Туруханского района      | 19 июля 2011     | 7202        |
|      | Флаг муниципального образования Громадский сельсовет Уярского района           | 27 мая 2011      | 7186        |
|      | Флаг муниципального образования Златоруновский сельсовет Ужурского района      | 3 февраля 2012   | 7541        |
|      | Флаг муниципального образования Зотинский сельсовет Туруханского района        | 16 сентября 2011 | 7198        |
|      | Флаг муниципального образования Зыковский сельсовет Берёзовского района        | 4 мая 2017       | 11371       |
|      | Флаг муниципального образования Идринский сельсовет Идринского района          | 28 января 2010   | 6019        |
|      | Флаг муниципального образования Ильинский сельсовет Ужурского района           | 19 марта 2012    | 7749        |
|      | Флаг муниципального образования Каратузский сельсовет Каратузского района      | 27 мая 2020      | 13136       |
|      | Флаг муниципального образования Ключинский сельсовет Ачинского района          | 2 сентября 2011  | 7190        |
|      | Флаг муниципального образования Кожановский сельсовет Балахтинского района     | 19 июня 2015     | 10575       |
|      | Флаг муниципального образования Красногорьевский сельсовет Богучанского района | 11 ноября 2016   | 11688       |
|      | Флаг муниципального образования Крутоярский сельсовет Ужурского района         | 17 мая 2012      | 7759        |
|      | Флаг муниципального образования Кулунский сельсовет Ужурского района           | 15 февраля 2012  | 7543        |

| Флаг | Наименование                                                                    | Дата утверждения | Номер в ГГР |
| ---- | ------------------------------------------------------------------------------- | ---------------- | ----------- |
|      | Флаг муниципального образования Лазурненский сельсовет Козульского района       | 16 декабря 2010  | 6782        |
|      | Флаг муниципального образования Лебяженский сельсовет Краснотуранского района   | 31 июля 2015     | 10544       |
|      | Флаг муниципального образования Локшинский сельсовет Ужурского района           | 25 апреля 2012   | 7757        |
|      | Флаг муниципального образования Малиновский сельсовет Саянского района          | 26 сентября 2019 | 12556       |
|      | Флаг муниципального образования Малоимышский сельсовет Ужурского района         | 19 апреля 2012   | 7673        |
|      | Флаг муниципального образования Михайловский сельсовет Ужурского района         | 17 февраля 2012  | 7547        |
|      | Флаг муниципального образования Новосёловский сельсовет Новосёловского района   | 19 апреля 2012   | 7753        |
|      | Флаг муниципального образования Новосыдинский сельсовет Краснотуранского района | 20 февраля 2012  | 7551        |
|      | Флаг муниципального образования Озероучумский сельсовет Ужурского района        | 21 февраля 2012  | 7549        |
|      | Флаг муниципального образования Пинчугский сельсовет Богучанского района        | 16 февраля 2015  | 10300       |
|      | Флаг муниципального образования Преображенский сельсовет Назаровского района    | 3 сентября 2007  | 3674        |
|      | Флаг муниципального образования Прилужский сельсовет Ужурского района           | 15 февраля 2012  | 7537        |
|      | Флаг муниципального образования Приреченский сельсовет Ужурского района         | 17 февраля 2012  | 7539        |
|      | Флаг муниципального образования Солгонский сельсовет Ужурского района           | 13 марта 2012    | 7751        |
|      | Флаг муниципального образования Степновский сельсовет Назаровского района       | 2 марта 2017     | 11396       |
|      | Флаг муниципального образования посёлок Тура Эвенкийского района                | 4 апреля 2012    |             |
|      | Флаг муниципального образования Туруханский сельсовет Туруханского района       | 27 декабря 2006  | 3117        |
|      | Флаг муниципального образования Чистопольский сельсовет Балахтинского района    | 8 октября 2018   | 12067       |

## Упразднённые флаги
| Флаг | Наименование                                            | Дата утверждения | Дата отмены      |
| ---- | ------------------------------------------------------- | ---------------- | ---------------- |
|      | Флаг Таймырского (Долгано-Ненецкого) автономного округа | 2 июня 2000      | 1 января 2007    |
|      | Флаг Эвенкийского автономного округа                    | 23 марта 1995    | 1 января 2007    |
|      | Флаг муниципального образования город Красноярск        | 12 мая 1995      | 17 сентября 2004 |
|      | Флаг муниципального образования город Боготол           | 26 декабря 2005  | 3 июля 2008      |
|      | Флаг муниципального образования ЗАТО Железногорск       | 20 февраля 2002  |                  |
|      | Флаг муниципального образования посёлок Кедровый        | 26 декабря 2016  | 16 декабря 2019  |
|      | Флаг муниципального образования город Минусинск         | 1995             |                  |
|      | Флаг муниципального образования город Минусинск         | 22 ноября 2001   | 24 декабря 2020  |
|      | Флаг муниципального образования город Шарыпово          | 9 марта 2004     | 15 мая 2012      |
|      | Флаг муниципального образования Абанский район          | 23 марта 2001    | 30 июля 2020     |
|      | Флаг муниципального образования Дзержинский район       | 31 мая 2012      | 28 декабря 2020  |

| Флаг | Наименование                                                            | Дата утверждения | Дата отмены      |
| ---- | ----------------------------------------------------------------------- | ---------------- | ---------------- |
|      | Флаг муниципального образования Иланский район                          | 27 июля 2010     | 15 марта 2012    |
|      | Флаг муниципального образования Иланский район                          | 15 марта 2012    | 14 ноября 2019   |
|      | Флаг муниципального образования Пировский район                         | 25 марта 2016    | 30 июня 2016     |
|      | Флаг муниципального образования Рыбинский район                         | 12 февраля 2015  | 16 апреля 2015   |
|      | Флаг муниципального образования Северо-Енисейский район                 | 18 декабря 2001  | 5 апреля 2002    |
|      | Флаг муниципального образования Северо-Енисейский район                 | 5 апреля 2002    | 23 сентября 2011 |
|      | Флаг муниципального образования Усть-Енисейский район                   | 19 июня 2003     | 1 января 2007    |
|      | Флаг муниципального образования посёлок Светлогорск Туруханского района | 26 февраля 2010  | 26 августа 2010  |
|      | Флаг муниципального образования город Уяр Уярского района               | 4 декабря 1997   | 11 августа 2011  |
|      | Флаг муниципального образования посёлок Шушенское Шушенского района     | 19 июня 2008     | 30 января 2009   |